# Håkon Mjøen
Håkon Mjøen (Oppdal, 15 novembre 1944) è un ex sciatore alpino norvegese.

## Biografia

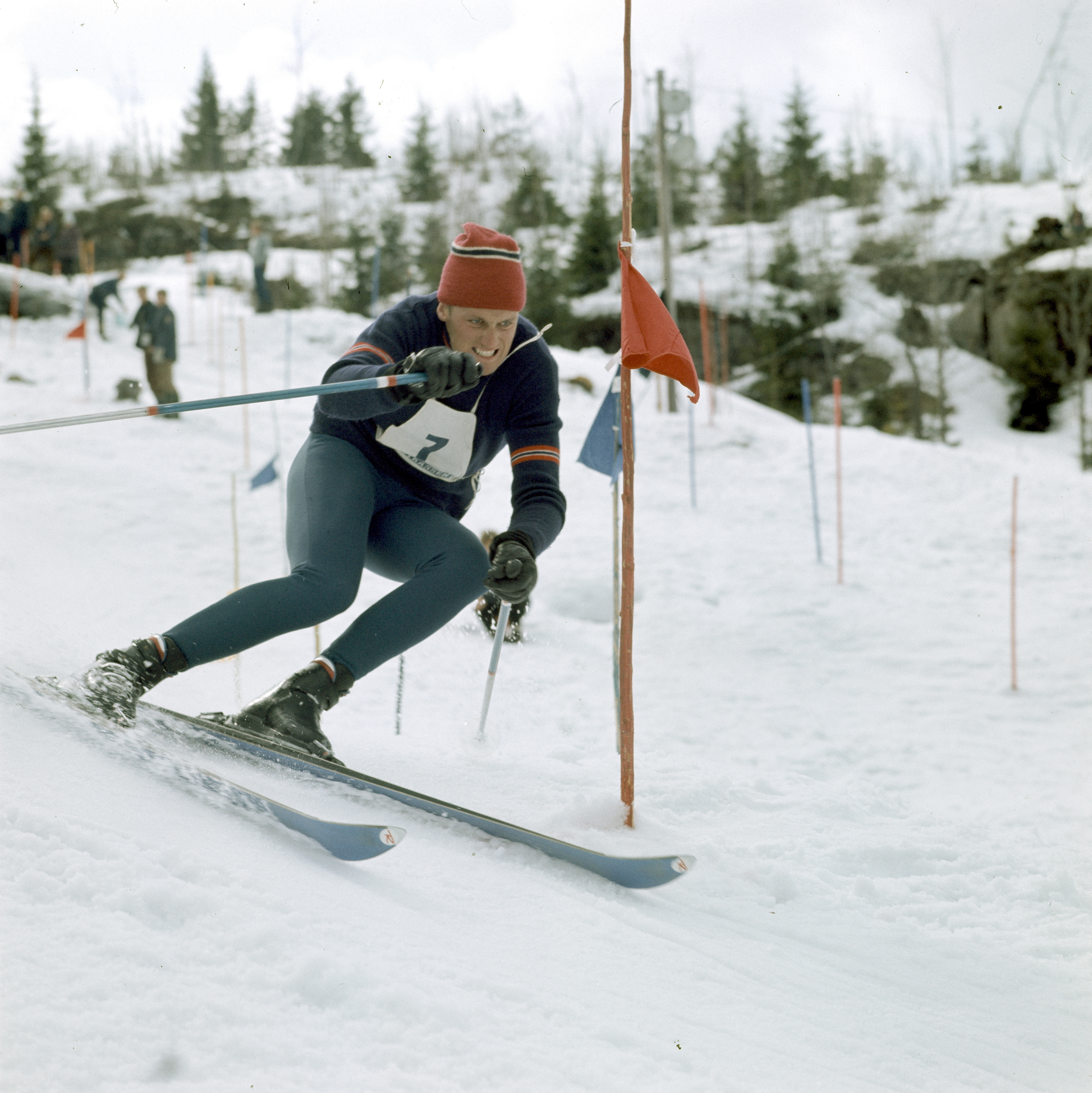
Håkon Mjøen in gara a Oppdal nel 1969

Sciatore polivalente con maggior propensione alle prove tecniche, Mjøen debuttò in campo internazionale in occasione del trofeo Holmenkollen-Kandahar 1962, il 3 marzo a Norefjell in slalom gigante (26º); nel 1966 ottenne il 2º posto nello slalom speciale della 3-Tre di Madonna di Campiglio e ai successivi Mondiali di Portillo 1966, sua prima presenza iridata, si classificò 44º nella discesa libera, 24º nello slalom gigante, 9º nello slalom speciale e 12º nella combinata.
In Coppa del Mondo esordì il 15 gennaio 1967 a Wengen in slalom speciale, senza completare la prova], ottenne il primo piazzamento il 21 gennaio seguente a Kitzbühel in discesa libera (73º) e conquistò il primo podio il 14 gennaio 1968 a Wengen in slalom speciale (2º); ai successivi X Giochi olimpici invernali di Grenoble 1968, sua unica presenza olimpica, fu 19º nello slalom gigante e non completò lo slalom speciale e il 25 febbraio dello stesso anno conquistò a Oslo in slalom speciale il suo secondo e ultimo podio in Coppa del Mondo (3º).
Prese per l'ultima volta il via in Coppa del Mondo il 31 gennaio 1970 a Madonna di Campiglio in slalom speciale (8º) e ai successivi Mondiali di Val Gardena 1970, sua ultima presenza iridata, non completò lo slalom speciale, unica gara in cui prese il via; si ritirò al termine di quella stessa stagione 1969-1970 e disputò le sue ultime gare ai Campionati norvegesi 1970, disputati a Oppdal tra il 6 e l'8 marzo e nei quali vinse il titolo nazionale nello slalom speciale.

## Palmarès

### Coppa del Mondo
- Miglior piazzamento in classifica generale: 12º nel 1968
- 2 podi:
  - 1 secondo posto
  - 1 terzo posto

### Campionati norvegesi
- 13 medaglie[senza fonte]:
  - 8 ori (slalom gigante, slalom speciale, combinata nel 1966; slalom gigante, slalom speciale, combinata nel 1967; slalom gigante nel 1968; slalom speciale nel 1970)[7]
  - 3 argenti (discesa libera nel 1966; slalom speciale nel 1968; slalom gigante nel 1969)
  -  2 bronzi (slalom speciale nel 1963; combinata nel 1970)[senza fonte]